# Магуи-Паян
Магуи-Паян (исп. Magüí Payán) — город и муниципалитет на юго-западе Колумбии, на территории департамента Нариньо. Входит в состав провинции Телемби.

## История
Поселение, из которого позднее вырос город, было основано в 1871 году. Муниципалитет Магуи-Паян был выделен в отдельную административную единицу 7 июня 1937 года.

## Географическое положение

Муниципалитет Магуи-Паян

Город расположен в западной части департамента, в пределах Тихоокеанской равнины, на левом берегу реки Магуи (левый приток Патии), на расстоянии приблизительно 113 километров к северо-западу от города Пасто, административного центра департамента. Абсолютная высота — 36 метров над уровнем моря.
Муниципалитет Магуи-Паян граничит на севере и северо-востоке с территорией муниципалитета Эль-Чарко, на востоке — с муниципалитетом Кумбитара, на юго-востоке — с муниципалитетом Лос-Андес, на юге — с муниципалитетом Барбакоас, на западе — с муниципалитетом Роберто-Паян, на северо-западе — с муниципалитетами Олая-Эррера и Ла-Тола. Площадь муниципалитета составляет 2989 км².

## Население
По данным Национального административного департамента статистики Колумбии, совокупная численность населения города и муниципалитета в 2024 году составляла 26 143 человека.
Динамика численности населения муниципалитета по годам:
| 2005   | 2010   | 2015   | 2020   | 2021   | 2022   | 2023   | 2024   |
| ------ | ------ | ------ | ------ | ------ | ------ | ------ | ------ |
| 16 394 | 13 199 | 19 212 | 25 441 | 25 723 | 25 852 | 25 981 | 26 143 |

Согласно данным переписи 2005 года мужчины составляли 52,4 % от населения Магуи-Паяна, женщины — соответственно 47,6 %. В расовом отношении негры, мулаты и райсальцы составляли 97 % от населения города; белые и метисы — 2,8 %; индейцы— 0,2 %.
Уровень грамотности среди всего населения составлял 74,3 %.

## Экономика
Основу экономики муниципалитета составляла добыча полезных ископаемых.